# Kabbarp
Kabbarp är en bebyggelse i Uppåkra socken i Staffanstorps kommun i Skåne län. Kabbarp klassade SCB en småort här till och med 2005. Från 2015 avgränsas här åter en småort.